# Food and Drug Administration

Oude logo van de FDA (voor 2016)

De Food and Drug Administration (FDA) is het agentschap van de federale overheid van de Verenigde Staten, dat de kwaliteit van het voedsel en de medicijnen in brede zin controleert. Het controleert ook de behandeling van bloed, medische producten en cosmetica. De FDA zorgt ervoor dat de regels in de Public Health Service Act worden nageleefd.
Vooral de productie van medicijnen is in de Verenigde Staten aan zeer strenge regels onderworpen, maar die gelden ook voor buitenlandse bedrijven die naar de VS willen exporteren.
De Food and Drug Administration werd op 30 juni 1906 opgericht, telde 9300 medewerkers in 2008 en werkt met een budget van 2,3 miljard dollar. De FDA concentreert haar activiteiten meer en meer in het nieuwe hoofdkantoor in Silver Spring, in de staat Maryland, maar heeft toch ook nog 223 plaatselijke kantoren over het land verspreid, op de Maagdeneilanden en op Puerto Rico.